# Liste der Nummer-eins-Hits in Griechenland (2024)
Diese Liste der Nummer-eins-Hits in Griechenland von 2024 basiert auf den offiziellen Top 75 Albums Sales Chart und der offiziellen Top 20 Airplay Chart der IFPI Griechenland. 

## Singles
| ← 2023 ← | Liste der Nummer-eins-Hits in Griechenland (Airplay) | Liste der Nummer-eins-Hits in Griechenland (Airplay)                 | Liste der Nummer-eins-Hits in Griechenland (Airplay)                                                                                  | 2025 →                    |
| \| Zeitraum \| Wo. ges. \| Interpret \| Titel Autor(en) \| Zusätzliche Informationen \| \| (Zeitraum, Wochen auf Platz eins, Interpret, Titel, Autor[en], zusätzliche Informationen) \| \| \| \| \| \| ----------------------------------------------------------------------------------------- \| -------- \| -------------------------------------------------------------------- \| ------------------------------------------------------------------------------------------------------------------------------------- \| ------------------------- \| \| 51. Woche 2023 – 6. Woche 2024 8 Wochen (insgesamt 15) \| 15 \| Νίκος Οικονομόπουλος / Nikos Oikonomopoulos \| Έκπτωτος άγγελος / Ekptotos aggelos Nikos Gritsis, Giorgos Sabanis \| – \| \| 7. Woche 1 Woche \| 1 \| Χάρις Αλεξίου & Χρήστος Μάστορας / Haris Alexiou & Christos Mastoras \| Εσύ με ξέρεις πιο πολύ (Reworks) / Esy me xereis pio poly (Reworks) Haris Alexiou \| – \| \| 8.–9. Woche 2 Wochen (insgesamt 15) \| 15 \| Νίκος Οικονομόπουλος / Nikos Oikonomopoulos \| Έκπτωτος άγγελος / Ekptotos aggelos Nikos Gritsis, Giorgos Sabanis \| – \| \| 10. Woche 1 Woche \| 1 \| Γιώργος Μαζωνακης / Giorgos Mazonakis \| Να περνάς / Na pernas Giorgos Sabanis, Vasilis Giannopoulos \| – \| \| 11. Woche 1 Woche \| 1 \| Πέτρος Ιακωβίδης / Petros Iakovidis \| Πες μου κάτι / Pes mou kati Petros Iakovidis, Vicky Gerothodorou \| – \| \| 12. Woche 1 Woche \| 1 \| Γιώργος Σαμπάνης / Giorgos Sabanis \| Ρώτα / Rota Giorgos Sabanis, Vasilis Giannopoulos \| – \| \| 13.–16. Woche 4 Wochen (insgesamt 15) \| 15 \| Νίκος Οικονομόπουλος / Nikos Oikonomopoulos \| Έκπτωτος άγγελος / Ekptotos aggelos Nikos Gritsis, Giorgos Sabanis \| – \| \| 17.–18. Woche 2 Wochen \| 2 \| Teddy Swims \| Lose Control Joshua Emanuel Coleman, Julian Collin Bunetta, Jaten Collin Dimsdale, John Stephen Sudduth, Marco Antonio Rodriguez Diaz \| – \| \| 19. Woche 1 Woche (insgesamt 15) \| 15 \| Νίκος Οικονομόπουλος / Nikos Oikonomopoulos \| Έκπτωτος άγγελος / Ekptotos aggelos Nikos Gritsis, Giorgos Sabanis \| – \| \| 20.–23. Woche 4 Wochen \| 4 \| Κωνσταντίνος Αργυρός / Konstantinos Argyros \| Τι να πεις για μένα / Ti na peis gia mena (Panik Live 2024) Ilias Filippou, Kyriakos Papadopoulos \| – \| \| 24.–26. Woche 3 Wochen \| 3 \| Δέσποινα Βανδή feat. Mente Fuerte / Despina Vandi feat. Mente Fuerte \| Πανσέληνος / Panselinos Giorgos Tsakmakidis, Theodoris Tzimas \| – \| \| 27.–30. Woche 4 Wochen (insgesamt 7) \| 7 \| Μέλισσες / Melisses \| Μοναχική Καρδιά / Monaxiki kardia Diveno, Pavlos Manolis, Anastasios Rammos, Gabriel Russel \| – \| \| 31. Woche 1 Woche (insgesamt 9) \| 9 \| Κωνσταντίνος Αργυρός / Konstantinos Argyros \| Σ' αγαπάω γιατί / S’ agapao giati Giannis Fraseris, Konstantinos Argyros, Lefteris Kintatos, Charis Savalanos, Christos Santikai \| – \| \| 32.–34. Woche 3 Wochen (insgesamt 7) \| 7 \| Μέλισσες / Melisses \| Μοναχική Καρδιά / Monaxiki kardia Diveno, Pavlos Manolis, Anastasios Rammos, Gabriel Russel \| – \| \| 35.–42. Woche 8 Wochen (insgesamt 9) \| 9 \| Κωνσταντίνος Αργυρός / Konstantinos Argyros \| Σ' αγαπάω γιατί / S’ agapao giati Giannis Fraseris, Konstantinos Argyros, Lefteris Kintatos, Charis Savalanos, Christos Santikai \| – \| \| 43.–48. Woche 6 Wochen (insgesamt 8) \| 8 \| Apon \| Βοριάς / Vorias Spyridon Sakkatos, Panagiotis Sakkatos \| – \| \| 49. Woche 1 Woche \| 1 \| Γιώργος Σαμπάνης / Giorgos Sabanis \| Ψυχή με Ψυχή / Psixi me psixi Musik: Giorgos Sabanis; Text: Nikos Gritsis \| – \| \| 50.–51. Woche 2 Wochen (insgesamt 8) \| 8 \| Apon \| Βοριάς / Vorias Spyridon Sakkatos, Panagiotis Sakkatos \| – \| \| 52. Woche 2024 – 10. Woche 2025 11 Wochen \| 11 \| Άννα Βίσση / Anna Vissi \| Σε Περίπτωση Που / Se periptosi pou Nikos Karvelas \| – \| |                                                      |                                                                      | |                           |
| ← 2023 |                                                      |                                                                      | | → 2025 →                  |
| Zeitraum | Wo. ges.                                             | Interpret                                                            | Titel Autor(en) | Zusätzliche Informationen |
| (Zeitraum, Wochen auf Platz eins, Interpret, Titel, Autor[en], zusätzliche Informationen) |                                                      |                                                                      | |                           |
| 51. Woche 2023 – 6. Woche 2024 8 Wochen (insgesamt 15) | 15                                                   | Νίκος Οικονομόπουλος / Nikos Oikonomopoulos                          | Έκπτωτος άγγελος / Ekptotos aggelos Nikos Gritsis, Giorgos Sabanis                                                                    | –                         |
| 7. Woche 1 Woche | 1                                                    | Χάρις Αλεξίου & Χρήστος Μάστορας / Haris Alexiou & Christos Mastoras | Εσύ με ξέρεις πιο πολύ (Reworks) / Esy me xereis pio poly (Reworks) Haris Alexiou                                                     | –                         |
| 8.–9. Woche 2 Wochen (insgesamt 15) | 15                                                   | Νίκος Οικονομόπουλος / Nikos Oikonomopoulos                          | Έκπτωτος άγγελος / Ekptotos aggelos Nikos Gritsis, Giorgos Sabanis                                                                    | –                         |
| 10. Woche 1 Woche | 1                                                    | Γιώργος Μαζωνακης / Giorgos Mazonakis                                | Να περνάς / Na pernas Giorgos Sabanis, Vasilis Giannopoulos                                                                           | –                         |
| 11. Woche 1 Woche | 1                                                    | Πέτρος Ιακωβίδης / Petros Iakovidis                                  | Πες μου κάτι / Pes mou kati Petros Iakovidis, Vicky Gerothodorou                                                                      | –                         |
| 12. Woche 1 Woche | 1                                                    | Γιώργος Σαμπάνης / Giorgos Sabanis                                   | Ρώτα / Rota Giorgos Sabanis, Vasilis Giannopoulos                                                                                     | –                         |
| 13.–16. Woche 4 Wochen (insgesamt 15) | 15                                                   | Νίκος Οικονομόπουλος / Nikos Oikonomopoulos                          | Έκπτωτος άγγελος / Ekptotos aggelos Nikos Gritsis, Giorgos Sabanis                                                                    | –                         |
| 17.–18. Woche 2 Wochen | 2                                                    | Teddy Swims                                                          | Lose Control Joshua Emanuel Coleman, Julian Collin Bunetta, Jaten Collin Dimsdale, John Stephen Sudduth, Marco Antonio Rodriguez Diaz | –                         |
| 19. Woche 1 Woche (insgesamt 15) | 15                                                   | Νίκος Οικονομόπουλος / Nikos Oikonomopoulos                          | Έκπτωτος άγγελος / Ekptotos aggelos Nikos Gritsis, Giorgos Sabanis                                                                    | –                         |
| 20.–23. Woche 4 Wochen | 4                                                    | Κωνσταντίνος Αργυρός / Konstantinos Argyros                          | Τι να πεις για μένα / Ti na peis gia mena (Panik Live 2024) Ilias Filippou, Kyriakos Papadopoulos                                     | –                         |
| 24.–26. Woche 3 Wochen | 3                                                    | Δέσποινα Βανδή feat. Mente Fuerte / Despina Vandi feat. Mente Fuerte | Πανσέληνος / Panselinos Giorgos Tsakmakidis, Theodoris Tzimas                                                                         | –                         |
| 27.–30. Woche 4 Wochen (insgesamt 7) | 7                                                    | Μέλισσες / Melisses                                                  | Μοναχική Καρδιά / Monaxiki kardia Diveno, Pavlos Manolis, Anastasios Rammos, Gabriel Russel                                           | –                         |
| 31. Woche 1 Woche (insgesamt 9) | 9                                                    | Κωνσταντίνος Αργυρός / Konstantinos Argyros                          | Σ' αγαπάω γιατί / S’ agapao giati Giannis Fraseris, Konstantinos Argyros, Lefteris Kintatos, Charis Savalanos, Christos Santikai      | –                         |
| 32.–34. Woche 3 Wochen (insgesamt 7) | 7                                                    | Μέλισσες / Melisses                                                  | Μοναχική Καρδιά / Monaxiki kardia Diveno, Pavlos Manolis, Anastasios Rammos, Gabriel Russel                                           | –                         |
| 35.–42. Woche 8 Wochen (insgesamt 9) | 9                                                    | Κωνσταντίνος Αργυρός / Konstantinos Argyros                          | Σ' αγαπάω γιατί / S’ agapao giati Giannis Fraseris, Konstantinos Argyros, Lefteris Kintatos, Charis Savalanos, Christos Santikai      | –                         |
| 43.–48. Woche 6 Wochen (insgesamt 8) | 8                                                    | Apon                                                                 | Βοριάς / Vorias Spyridon Sakkatos, Panagiotis Sakkatos                                                                                | –                         |
| 49. Woche 1 Woche | 1                                                    | Γιώργος Σαμπάνης / Giorgos Sabanis                                   | Ψυχή με Ψυχή / Psixi me psixi Musik: Giorgos Sabanis; Text: Nikos Gritsis                                                             | –                         |
| 50.–51. Woche 2 Wochen (insgesamt 8) | 8                                                    | Apon                                                                 | Βοριάς / Vorias Spyridon Sakkatos, Panagiotis Sakkatos                                                                                | –                         |
| 52. Woche 2024 – 10. Woche 2025 11 Wochen | 11                                                   | Άννα Βίσση / Anna Vissi                                              | Σε Περίπτωση Που / Se periptosi pou Nikos Karvelas                                                                                    | –                         |

## Alben
| ← 2023 ← | Liste der Nummer-eins-Hits in Griechenland | Liste der Nummer-eins-Hits in Griechenland | Liste der Nummer-eins-Hits in Griechenland | 2025 →                    |
| \| Zeitraum \| Wo. ges. \| Interpret \| Titel \| Zusätzliche Informationen \| \| (Zeitraum, Wochen auf Platz eins, Interpret, Titel, zusätzliche Informationen) \| \| \| \| \| \| ------------------------------------------------------------------------------ \| -------- \| ----------------------------- \| --------------------------------------- \| ------------------------- \| \| 1. Woche 1 Woche \| 1 \| Αντώνης Ρέμος / Antonis Remos \| Πάντα & Ποτέ / Panta & Pote (Volume I) \| – \| \| 2. Woche 1 Woche (insgesamt 3) \| 3 \| Stray Kids \| Rock-Star \| – \| \| 3.–5. Woche 3 Wochen \| 3 \| Nirvana \| Nirvana \| – \| \| 6.–7. Woche 2 Wochen \| 2 \| Taylor Swift \| Reputation \| – \| \| 8.–10. Woche 3 Wochen \| 3 \| Taylor Swift \| Red \| – \| \| 11.–13. Woche 3 Wochen \| 3 \| AC/DC \| Highway to Hell \| – \| \| 14. Woche 1 Woche \| 1 \| Bob Marley & the Wailers \| Exodus \| – \| \| 15. Woche 1 Woche \| 1 \| (Soundtrack) \| Guardians of the Galaxy \| – \| \| 16.–17. Woche 2 Wochen \| 2 \| (Soundtrack) \| Guardians of the Galaxy Vol. 2 \| – \| \| 18. Woche 1 Woche \| 1 \| Taylor Swift \| Speak Now \| – \| \| 19.–21. Woche 3 Wochen \| 3 \| Taylor Swift \| The Tortured Poets Department \| – \| \| 22.–23. Woche 2 Wochen \| 2 \| Slits \| Cut \| – \| \| 24.–25. Woche 2 Wochen (insgesamt 3) \| 3 \| Stray Kids \| Rock-Star \| – \| \| 26. Woche 1 Woche (insgesamt 4) \| 4 \| Pink Floyd \| The Dark Side of the Moon \| – \| \| 27. Woche 1 Woche \| 1 \| Gorillaz \| Demon Days \| – \| \| 28.–30. Woche 3 Wochen \| 3 \| Sublime \| Sublime \| – \| \| 31. Woche 1 Woche (insgesamt 5) \| 5 \| Stray Kids \| Ate \| – \| \| Von Woche 32 bis 34 wurden keine Albumcharts veröffentlicht. \| \| \| \| \| \| \| \| \| \| \| \| 35.–38. Woche 4 Wochen (insgesamt 5) \| 5 \| Stray Kids \| Ate \| – \| \| 39. Woche 1 Woche \| 1 \| (Verschiedene Interpreten) \| Κύπρος νυν και αεί / Kypros nyn kai aei \| – \| \| 40.–41. Woche 2 Wochen \| 2 \| Creedence Clearwater Revival \| Ultimate Creedence Clearwater Revival \| – \| \| 42.–44. Woche 3 Wochen (insgesamt 7) \| 7 \| Nirvana \| Nevermind \| – \| \| 45. Woche 1 Woche \| 1 \| The Beach Boys \| Beach Boys Platinum Collection \| – \| \| 46.–47. Woche 2 Wochen \| 2 \| Nas \| Illmatic \| – \| \| 48.–49. Woche 2 Wochen \| 2 \| The Cure \| Songs of a Lost World \| – \| \| 50. Woche 1 Woche (insgesamt 4) \| 4 \| AC/DC \| Back in Black \| – \| \| 51. Woche 2024 – 1. Woche 2025 3 Wochen \| 3 \| Μαρίνα Σάττι / Marina Satti \| P.O.P. \| – \| |                                            |                                            |                                            |                           |
| ← 2023 |                                            |                                            |                                            | → 2025 →                  |
| Zeitraum | Wo. ges.                                   | Interpret                                  | Titel                                      | Zusätzliche Informationen |
| (Zeitraum, Wochen auf Platz eins, Interpret, Titel, zusätzliche Informationen) |                                            |                                            |                                            |                           |
| 1. Woche 1 Woche | 1                                          | Αντώνης Ρέμος / Antonis Remos              | Πάντα & Ποτέ / Panta & Pote (Volume I)     | –                         |
| 2. Woche 1 Woche (insgesamt 3) | 3                                          | Stray Kids                                 | Rock-Star                                  | –                         |
| 3.–5. Woche 3 Wochen | 3                                          | Nirvana                                    | Nirvana                                    | –                         |
| 6.–7. Woche 2 Wochen | 2                                          | Taylor Swift                               | Reputation                                 | –                         |
| 8.–10. Woche 3 Wochen | 3                                          | Taylor Swift                               | Red                                        | –                         |
| 11.–13. Woche 3 Wochen | 3                                          | AC/DC                                      | Highway to Hell                            | –                         |
| 14. Woche 1 Woche | 1                                          | Bob Marley & the Wailers                   | Exodus                                     | –                         |
| 15. Woche 1 Woche | 1                                          | (Soundtrack)                               | Guardians of the Galaxy                    | –                         |
| 16.–17. Woche 2 Wochen | 2                                          | (Soundtrack)                               | Guardians of the Galaxy Vol. 2             | –                         |
| 18. Woche 1 Woche | 1                                          | Taylor Swift                               | Speak Now                                  | –                         |
| 19.–21. Woche 3 Wochen | 3                                          | Taylor Swift                               | The Tortured Poets Department              | –                         |
| 22.–23. Woche 2 Wochen | 2                                          | Slits                                      | Cut                                        | –                         |
| 24.–25. Woche 2 Wochen (insgesamt 3) | 3                                          | Stray Kids                                 | Rock-Star                                  | –                         |
| 26. Woche 1 Woche (insgesamt 4) | 4                                          | Pink Floyd                                 | The Dark Side of the Moon                  | –                         |
| 27. Woche 1 Woche | 1                                          | Gorillaz                                   | Demon Days                                 | –                         |
| 28.–30. Woche 3 Wochen | 3                                          | Sublime                                    | Sublime                                    | –                         |
| 31. Woche 1 Woche (insgesamt 5) | 5                                          | Stray Kids                                 | Ate                                        | –                         |
| Von Woche 32 bis 34 wurden keine Albumcharts veröffentlicht. |                                            |                                            |                                            |                           |
| |                                            |                                            |                                            |                           |
| 35.–38. Woche 4 Wochen (insgesamt 5) | 5                                          | Stray Kids                                 | Ate                                        | –                         |
| 39. Woche 1 Woche | 1                                          | (Verschiedene Interpreten)                 | Κύπρος νυν και αεί / Kypros nyn kai aei    | –                         |
| 40.–41. Woche 2 Wochen | 2                                          | Creedence Clearwater Revival               | Ultimate Creedence Clearwater Revival      | –                         |
| 42.–44. Woche 3 Wochen (insgesamt 7) | 7                                          | Nirvana                                    | Nevermind                                  | –                         |
| 45. Woche 1 Woche | 1                                          | The Beach Boys                             | Beach Boys Platinum Collection             | –                         |
| 46.–47. Woche 2 Wochen | 2                                          | Nas                                        | Illmatic                                   | –                         |
| 48.–49. Woche 2 Wochen | 2                                          | The Cure                                   | Songs of a Lost World                      | –                         |
| 50. Woche 1 Woche (insgesamt 4) | 4                                          | AC/DC                                      | Back in Black                              | –                         |
| 51. Woche 2024 – 1. Woche 2025 3 Wochen | 3                                          | Μαρίνα Σάττι / Marina Satti                | P.O.P.                                     | –                         |